# Västra Dömmanskär
Västra Dömmanskär är ett skär i Åland (Finland). Det ligger i Skärgårdshavet och i kommunen Kökar i landskapet Åland, i den sydvästra delen av landet. Ön ligger omkring 70 kilometer öster om Mariehamn och omkring 210 kilometer väster om Helsingfors. Västra
Öns area är 3,2 hektar och dess största längd är 270 meter i öst-västlig riktning. Trakten är glest befolkad. Närmaste större samhälle är Kökar, 13,1 km väster om Västra Dömmanskär.